# Ian Quinn
Ian Quinn (Saint Louis, 21 juli 1993) is een Amerikaanse oud-langebaanschaatser. In seizoen 2022/2023 kwam hij uit voor Team Albert Heijn Zaanlander onder leiding van Jillert Anema. Hij had het doel om ooit de Alternatieve Elfstedentocht te winnen.
Quinn is getrouwd met oud-langebaanschaatsster Carlijn Schoutens.

## Persoonlijke records
| Afstand      | Tijd     | Datum            | Baan           |
| ------------ | -------- | ---------------- | -------------- |
| 500 meter    | 37,23    | 19 november 2017 | Calgary        |
| 1000 meter   | 1.11,73  | 17 oktober 2020  | Salt Lake City |
| 1500 meter   | 1.48,10  | 19 november 2017 | Calgary        |
| 3000 meter   | 3.49,01  | 2 maart 2018     | Salt Lake City |
| 5000 meter   | 6.27,59  | 15 maart 2019    | Calgary        |
| 10.000 meter | 13.27,74 | 16 maart 2019    | Calgary        |

(laatst bijgewerkt: 22 februari 2021)

## Resultaten
| Jaar | WK Afstanden                    | Olympische Spelen |
| ---- | ------------------------------- | ----------------- |
| 2020 | 12e massastart 5e achtervolging |                   |
| 2021 | HF DQ massastart                |                   |
| 2022 |                                 | HF 13e massastart |